# بيل فرازير (لاعب هوكي الجليد)
بيل فرازير هو لاعب هوكي الجليد كندي، ولد في 31 يناير 1916 في وينيبيغ في كندا، وتوفي في 15 يناير 1997.

## وصلات خارجية
- بيل فرازير على موقع EliteProspects.com (الإنجليزية)
- بيل فرازير على موقع HockeyDB.com (الإنجليزية)